# Ea (film din 1984)
Ea este un film italian post-apocaliptic regizat de Avi Nesher cu Sandahl Bergman în rolul principal titular. Este bazat pe romanul omonim al lui H. Rider Haggard din 1887, Ea (în engleză She).

## Rezumat
Are loc la 23 de ani după un război nuclear numit „Anularea” într-un ținut al triburilor aflate în război. Filmul îi urmărește pe Tom și pe prietenul său Dick, a căror soră Hari a fost capturată de un trib puternic, Norks. Tom și Dick au pornit s-o găsească și s-o salveze pe Hari, încercând să evite triburile periculoase pe parcurs. 
Aceștia sunt capturați de un trib matriarhal numit Urech, condus de „Ea” (Sandahl Bergman). 
Cei doi reușesc să scape; forțele ei îi găsesc, dar decide să-i ajute în căutarea lor după ce aude o profeție de la un clarvăzător local despre un bărbat pe care este destinată să-l întâlnească. Ea și locotenentul ei, Shanda, li se alătură lui Tom și Dick în călătoriile lor.
Ei întâlnesc multe alte triburi, fiecare condus de propriul „zeu” post-apocaliptic, întâlnirile terminându-se de obicei cu o bătălie. 
Fiecare „zeu” tribal are o armată de mutanți cu abilități speciale, aparent acordate de radiațiile nucleare.
Un pretendent la titlul de zeu, Godan, își poate face dușmanii să leviteze, dar este trădat de adjuncta sa, o femeie în roșu, supărată că Godan a luat-o pe Ea ca iubită. 
Eroii se confruntă și cu un uriaș purtător de Tutu⁠(d), vârcolaci cu togă, vampiri din înalta societate, mutanți bandajați ca niște mumii egiptene și un bărbat pe nume Xenon care poate crea clone ale sale din părți tăiate ale corpului. Grupul se separă și își croiește drum separat spre fortăreața Nork.
După ce sunt capturați de tribul Nork, Ea, Tom și Dick, toți mascați, sunt forțați să participe la o luptă corp la corp între gladiatori cu un grup de candidați Nork. Din fericire, după ce i-au eliminat pe ceilalți combatanți, cei trei se recunosc și opresc lupta. Hari, care a fost numită concubina liderului Nork, se grăbește spre ei. Liderul Nork consideră acest lucru un afront și spune grupului că pot pleca, dar că, drept pedeapsă, forțele sale îi vor ataca și înrobi pe Urech a doua zi.
Sunt eliberați, dar Ea decide să organizeze o ambuscadă împotriva forțelor Nork pe un pod înainte ca Nork să se poată apropia de ținuturile Urech. Tom, Dick și Hari o ajută să pună numeroase capcane. Când sosesc forțele Nork, grupul se confruntă cu val după val de combatanți. Pe măsură ce Norkii încep în sfârșit să-i copleșească, aceștia sunt salvați când Shanda și o echipă de războinici Urech sosesc și îi înving pe Norkii rămași. În sfârșit victorios, grupul sărbătorește. Dick și Shanda, ea fiind a doua la comandă, s-au îndrăgostit, iar Dick alege să rămână cu Urech. Tom și Ea decid în tăcere să se iubească de la distanță. În timp ce Tom ia o barjă cu sora sa, Hari, spre alte ținuturi îndepărtate, Ea privește gânditoare, apoi pleacă.

## Distribuție
- Sandahl Bergman – Ea
- David Goss – Tom
- Quin Kessler – Shandra
- Harrison Muller – Dick
- Elena Wiedermann – Hari
- Gordon Mitchell – Hector
- Mario Pedone - Rudolph
- Donald Hodson - Rabel
- Maria Cumani Quasimodo⁠(d) - Moona
- David Kirk Traylor⁠(d) - Xenon

## Producție
În numărul din ianuarie 1983 al revistei Starlog⁠(d), se relata că actrița Sandahl Bergman se afla în acea perioadă la Roma, filmând pentru pelicula Ea.

## Premiera
Ea a fost lansat în Statele Unite la 25 decembrie 1985, cu o durată de 106 minute.

## Recepție
TV Guide a acordat filmului două din cinci stele, menționând că filmul era plin de umor vulgar și o intrigă incoerentă și că, după o lansare amânată, „a fost în sfârșit impus publicului prin intermediul rețelei de televiziune prin cablu Cinemax, o adevărată groapă de gunoi pentru filmele care nici măcar nu pot ajunge în cinematografe”.
În ghidul de filme Creature Features al lui John Stanley, a primit, de asemenea, două din cinci stele, menționând că era o parodie neagră plină de anacronisme.
În iunie 2019, filmul avea un scor de 18% la Rotten Tomatoes.
Kim Newman a considerat filmul similar cu altele de același gen, dar cu puține elemente noi de oferit.
Neil Gaiman a scris o recenzie pentru revista Imagine⁠(d) și a afirmat că filmul a fost „suficient de prost pentru a fi foarte amuzant pentru cei dispuși să ignore faptul că intriga, actoria și regia sunt la standardele filmului Planul 9 din spațiul extraterestru. Un film obligatoriu oricui îi place să arunce cu floricele de porumb în ecran”.